# Baby Baby (Lied)
Baby Baby ist ein Lied von Amy Grant aus dem Jahr 1991, das von ihr und Keith Thomas geschrieben wurde. Es erschien auf dem Album Heart in Motion und wurde von Thomas produziert.

## Geschichte
Baby Baby wurde von Keith Thomas komponiert. Amy Grant wusste, dass das Lied ein Riesenhit wird und bat Thomas darum, mit ihm den Text dazu zu schreiben. Er stimmte zu unter der Bedingung, dass das Lied Baby Baby heißen sollte. Grant fiel es schwer, unter dem Titel ein Liebeslied zu schreiben. Ihre ersten Versuche scheiterten, bis sie von ihrer sechs Wochen alten Tochter Millie inspiriert wurde. Innerhalb von zehn Minuten schrieb Grant das Lied in der Küche. Im Albenheft von Heart in Motion stehen die Worte: „Dieses Lied ist Millie gewidmet, deren sechs Wochen altes Gesicht meine Inspiration war.“ Millie stand auch bei den Grammy Awards 1992 mit auf der Bühne. Die Veröffentlichung war am 18. Januar 1991.
Das Lied ist knapp vier Minuten lang und in Fis-Dur komponiert mit einer 4/4-Taktangabe und enthält 98 BPM. In der Mitte des Liedes wechselt es auf As-Dur, um dann kurz in Fis-Dur zurückkehren und schließlich in A-Dur zu enden. Grants Stimmumfang reicht von F3 bis Dis5. Baby Baby besteht aus drei Strophen, die von einer Bridge unterbrochen werden.

## Musikvideo
Der Regisseur des Musikvideos war D. J. Webster. Webster verfolgte im Video das Konzept von einer Beziehung, die sich jeder wünscht. Grant fügte hinzu: “I think when you get film where there is a good sense of humor and mutual respect and people are just having a good time, everybody wants a piece of that” (deutsch: „Ich finde, wenn man einen Film bekommt, in dem es humorig zugeht, man sich respektiert und alle Spaß haben, will jeder was davon“). In der Handlung des Videos zieht Grant die Aufmerksamkeit aller Männer auf sich und bleibt ihrem Freund (gespielt von JME Stein) treu. Der Clip wurde erstmals im März 1991 auf MTV ausgestrahlt.

## Kommerzieller Erfolg

### Chartplatzierungen
| ChartsChartplatzierungen       | Höchstplatzierung | Wochen |
| ------------------------------ | ----------------- | ------ |
| Deutschland (GfK)              | 8 (20 Wo.)        | 20     |
| Österreich (Ö3)                | 7 (15 Wo.)        | 15     |
| Schweiz (IFPI)                 | 11 (11 Wo.)       | 11     |
| Vereinigte Staaten (Billboard) | 1 (21 Wo.)        | 21     |
| Vereinigtes Königreich (OCC)   | 2 (13 Wo.)        | 13     |

| ChartsJahrescharts (1991)      | Platzierung |
| ------------------------------ | ----------- |
| Deutschland (GfK)              | 45          |
| Vereinigte Staaten (Billboard) | 10          |
| Vereinigtes Königreich (OCC)   | 25          |

### Auszeichnungen für Musikverkäufe
| Land/Region                  | Auszeichnungen für Musikverkäufe (Land/Region, Auszeichnung, Verkäufe) | Verkäufe |
| ---------------------------- | ---------------------------------------------------------------------- | -------- |
| Australien (ARIA)            | Gold                                                                   | 35.000   |
| Neuseeland (RMNZ)            | Gold                                                                   | 5.000    |
| Vereinigtes Königreich (BPI) | Silber                                                                 | 200.000  |
| Insgesamt                    | 1× Silber · 2× Gold ·                                                  | 240.000  |

## Coverversionen
- 2000: Bob Carlisle
- 2015: Nataly Dawn
- 2016: Tori Kelly feat. Amy Grant